# 348 May
348 May là một tiểu hành tinh lớn ở vành đai chính. Nó được Auguste Charlois phát hiện ngày 28.11.1892 ở Nice, và có lẽ được đặt theo tên Karl May, nhà văn người Đức(?).